# Cartavio (Coaña)
Cartavio es una parroquia del concejo de Coaña, en la comarca de Eo-Navia, Principado de Asturias, España.
La parroquia tiene una población de 558 habitantes (2022) repartidos en 243 viviendas (2001) y una extensión de 9,7 km². 
El lugar de Cartavio está situado a 8,3 km de la capital del concejo, Coaña, a una altitud de 100 m. 

## Lugares
Según el nomenclátor de 2023, la parroquia comprende las siguientes entidades de población:
- Cartavio
- El Esteler
- Jonte (Xonte)
- Loza (Lloza)
- Lugarnuevo (Llugarnovo)
- San Cristóbal
- Silvarronda
- Villalocay (Villalocái)

## Personas destacadas
- Blanca Álvarez González (1957-2021), periodista y escritora.

- Benito Castro García-Penzol (1872-1956), Diputado Provincial en distintas legislaturas, presidente de la Diputación de Oviedo, subsecretario de la Gobernación y gobernador civil de Málaga.[5][6]

- Julián Díaz de Valdepares (1868-1951), eclesiástico y escritor.[7]